# Archives de la World Alliance of Young Men’s Christian Association
Les archives de la World Alliance of Young Men’s Christian Association sont les archives de la YMCA (UCJG en français). Elles sont conservées au centre de l'association à Genève, Suisse.

## Collections
L'alliance universelle des UCJC conserve ses archives à Genève depuis son installation dans cette ville en 1878. Elles couvrent l'histoire de l'association, de ses 125 antennes nationales et des mouvements liés de 1855 à nos jours. Le volume des archives est d'environ 400 mètres linéaires. L'ensemble est inscrit comme bien culturel suisse d'importance nationale.